# Night Prowler
Night Prowler é uma canção da banda australiana de hard rock, AC/DC. Foi composta por Angus Young, Malcolm Young e o Bon Scott no ano de 1979 para fazer parte do álbum Highway to Hell, principal álbum da banda na década de 70. Foi a ultima faixa gravada por Bon Scott, falecido no começo do ano de 1980.

## Créditos
- Bon Scott - Voz
- Angus Young - Guitarra solo
- Malcolm Young - Guitarra ritmo, voz secundária
- Cliff Williams - Baixo, voz secundária
- Phil Rudd - Bateria

## Controvérsias
Ricardo Leyva Muñoz Ramírez, um assassino, era fã da AC/DC e, de acordo com fontes policiais, vestiu uma camiseta do AC/DC quando cometeu alguns dos crimes tendo deixado ficar um chapéu da banda num local do crime. A canção “Night Prowler” descreve a entrada sorrateira noturna no quarto de uma mulher, era, alegadamente, a canção favorita de Ramírez e contribuiu para a sua alcunha “Night Stalker”.
Anos mais tarde, o incidente foi descrito na edição dos AC/DC no programa da VH1, “Behind the Music”. A banda explicou que, embora a canção tivesse adquirido uma conotação negativa associada aos homicídios, na realidade era sobre um rapaz que entrava, às escondidas, no quarto da namorada, sem os pais dela saberem.